# Blériot-SPAD S.33
Dimensions
Le Blériot-SPAD S.33 est un avion de ligne monomoteur monomât biplan. Les passagers s'asseyaient dans des sièges en osier dans la cabine fermée. Le pilote lui était dans un cockpit ouvert.

## Variantes
S.33Avion de transport de passagers monomoteur, équipé d'un moteur en étoile Salmson CM.9 (en) de 260 ch. 41 avions construits.
S.46Version améliorée du S.33, équipé d'un moteur Lorraine-Dietrich 12Da de 370 ch. 38 avions construits et vendu à la Compagnie franco-roumaine.
S.48Un seul S.33 temporairement remotorisés en 1925, équipé d'un moteur Lorraine 7M Mizar (en) de 275 ch.
S.50Version de luxe avec cabine élargie à six sièges, équipé d'un moteur Hispano-Suiza 8Fb de 300 ch. Trois avions ont été convertis à partir de S.33, plus deux nouveaux avions.

## Utilisateurs
France
- Franco-Roumaine (20 avions)
- CMA (15 avions)

 Belgique
- SNETA (6 avions)